# تپه بدر
تپه بدر در شهرستان دهلران، بخش موسیان، دهستان دشت عباس، روستای بدر واقع شده و این اثر در تاریخ ۱۵ دی ۱۳۸۷ با شمارهٔ ثبت ۲۴۰۴۱ به‌عنوان یکی از آثار ملی ایران به ثبت رسیده است.